# Третья лига Румынии по футболу
Лига 3 Румынии по футболу (рум. Liga a III-a) — третья лига в системе лиг Румынии по футболу.
С 1936 по 1992 год, а также в 1997—2006 годах носила название Дивизия C, в 1992—1997 годах — Дивизион B.
Разделена по региональному принципу на так называемые Серии, число которых различалось в разные годы, с 2020 года — 10 Серий по 10 команд. После двухкруговых турниров проходит второй этап, где команды борются за выход в Лигу II и за сохранения места в лиге.
Известен турнирde в сезоне 1983/84 Дивизии C, а именно в Серии VII, который выделяется на фоне других первенств различных национальных лиг необычайной плотностью в итоговой турнирной таблице.